# Heraclia tanganyikana
Heraclia tanganyikana là một loài bướm đêm trong họ Noctuidae.